# Sultanaat Cirebon

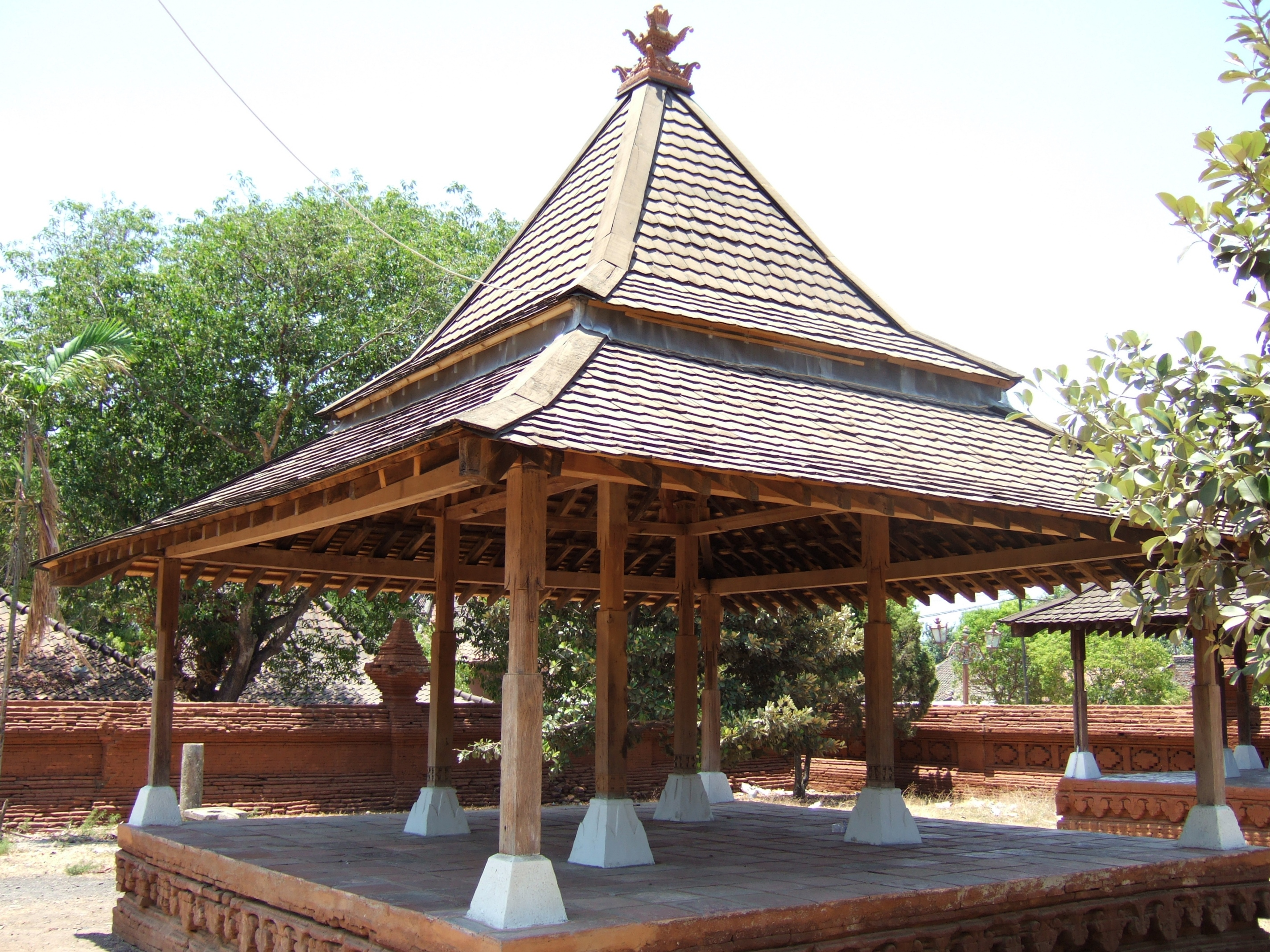
Een pendoppo (paviljoen) in het kraton (paleis) Kasepuhan

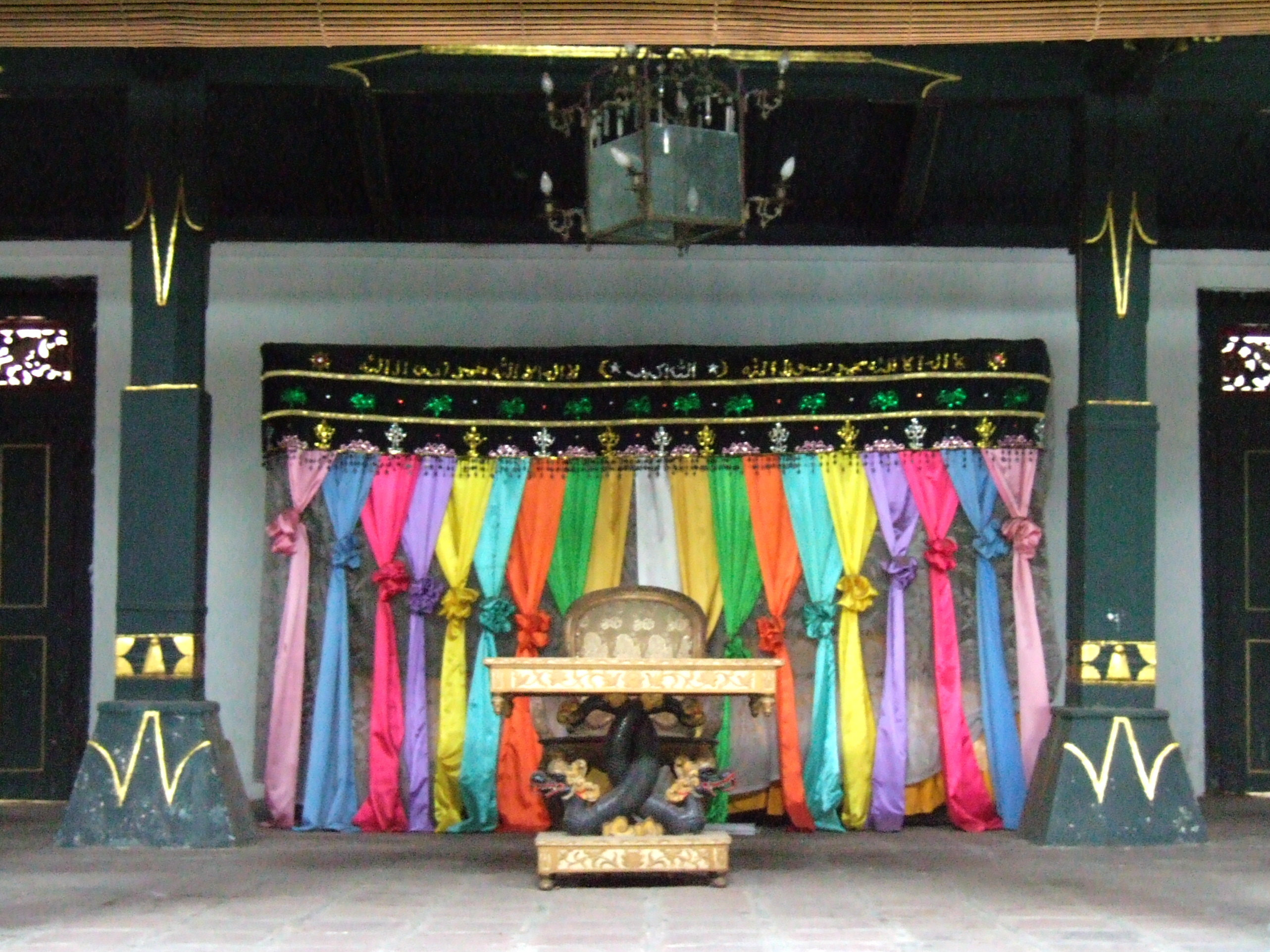
Troon van de sultan in het kraton (paleis) Kasepuhan

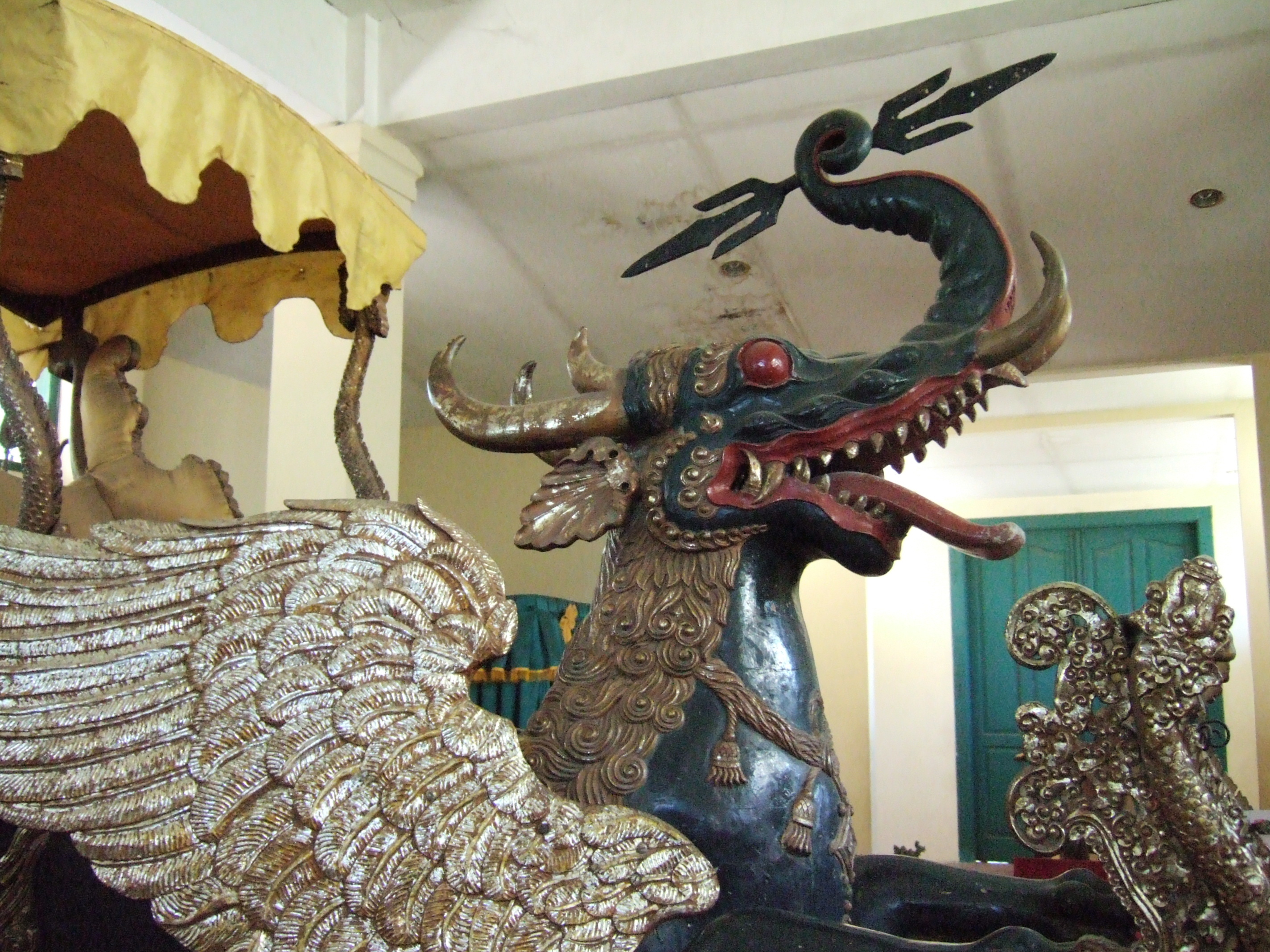
Koets van de sultan in het kraton (paleis) Kasepuhan

Het sultanaat Cirebon (Indonesisch: Kesultanan Cirebon; Soendanees: Kasultanan Cirebon), vroeger in het Nederlands geschreven als Cheribon, is een nog bestaand sultanaat dat in de 16e eeuw gevestigd werd rond de havenstad Cirebon aan de noordwestkust van Java.
Van het sultanaat zijn vier kratons (paleizen) in Cirebon overgebleven: Kraton Kasepuhan, Kraton Kanoman, Kraton Kacirebonan en Kraton Keprabonan.

## Geschiedenis

### Vestiging
Volgens het manuscript Purwaka Caruban Nagari begon Cirebon als een visserdorpje, Muara Jati geheten. Prins Walangsungsan van het hindoeïstische koninkrijk Soenda bekeerde zich tot de islam, vestigde het sultanaat Cirebon en verklaarde het onafhankelijk van Soenda. Cirebon was de eerste onafhankelijke moslimstaat in West-Java.
Begin 16e eeuw nam de moslimgeleerde Sunan Gunungjati de heerschappij over van het sultanaat. Sunan Gunungjati, die ook het sultanaat Bantam vestigde, was een van de Wali Songo, de moslimprekers die de islam op Java verspreidden.
De sultanaten Bantam en Mataram streden om de heerschappij over Cirebon, dat uiteindelijk een vazalstaat van Agoeng de Grote van Mataram werd. Maar Sultan Ageng Tirtayasa van Bantam wist in 1677 alsnog Cirebon te veroveren op het in een burgeroorlog verwikkelde Mataram.
In 1662 viel het sultanaat uiteen in drie dynastieke lijnen, ieder met een eigen hof: de kratons Kasepuhan, Kanoman en Keprabonan. Vanaf 1697 werd ook het kraton Kacirebonan door een eigen dynastieke lijn geregeerd.

### Overname door de VOC
Rond 1681 bouwde de Vereenigde Oost-Indische Compagnie (VOC) een fort in Cirebon, Fort De Bescherming geheten. De VOC gebruikte een burgeroorlog in Bantam als aanleiding om zich de aanspraken van Bantam op Cirebon toe te eigenen en nam in 1683 bezit van het gebied. In 1705 werd een verdrag gesloten waarbij Cirebon door Mataram afgestaan werd en het sultanaat een protectoraat van de VOC werd, bestuurd door de sultans van de vier verschillende dynastieke lijnen. De VOC vestigde een residentie in Cirebon waar oorspronkelijk koffie en later peper verbouwd werd.

### Moderne tijd
Bij de onafhankelijkheid van Nederlands-Indië werd het sultanaat een deel van de republiek Indonesië. Het sultanaat bestaat nog steeds, hoewel het geen politieke of religieuze macht meer heeft. Er is nu maar één dynastieke lijn en de kraton Kasepuhan dient als residentie van de sultan. Sultan Sepuh XIII overleed in 2010 en werd opgevolgd door zijn oudste zoon.